# Samuel Idowu
Samuel Olanrewaju Idowu (* 1. April 1997 in New York City) ist ein US-amerikanisch-britischer Basketballspieler. Er steht derzeit beim deutschen Zweitligisten Tigers Tübingen unter Vertrag. 

## Werdegang
Idowu wurde als Sohn einer britischen Mutter und eines nigerianischen Vaters in New York City geboren. Er begann seine Basketballkarriere an der Highschool des Lafayette Educational Complex, bevor er ab 2015 an der Saint Peter’s University spielte. Nach seinem Abschluss wechselte er 2019 zum niederländischen Erstligisten Leeuwarden Basket (Aris Leeuwarden), wo er in 22 Spielen durchschnittlich 16,1 Punkte erzielte. Dies stellt seine persönliche Bestleistung dar. Die Saison wurde aufgrund COVID-19-Pandemie vorzeitig abgebrochen. In der darauffolgenden Spielzeit wechselte er zu FOG Naestved nach Dänemark, wo er das Viertelfinale der Playoffs erreichte und im Durchschnitt 15,5 Punkte pro Spiel beisteuerte.
Zur Saison 2021/22 kehrte Idowu in die Niederlande zurück, um in der neu gegründeten BNXT-League für Yoast United zu spielen. Eine Knieverletzung schränkte ihn jedoch ein, sodass er lediglich sechs Spiele absolvieren konnte. In der folgenden Saison schloss er sich den Leicester Riders an, bestritt 35 Spiele und erreichte mit seiner Mannschaft sowohl das Viertelfinale der Playoffs als auch das Halbfinale des britischen Pokalwettbewerbs. Zur Saison 2024/25 wechselte Idowu zu den Tigers Tübingen in die zweite deutsche Liga.

### Nationalmannschaft
2016 nahm Idowu als Teil der britischen U20-Nationalmannschaft an der Europameisterschaft in Chalkida, Griechenland, teil. Großbritannien schied im Viertelfinale aus und belegte den siebten Platz. In acht Spielen erzielte Idowu durchschnittlich 4,3 Punkte.